# Delia Abbiatti
Delia Abbiatti (1918 -  ) é uma botânica argentina .